# ستوديو كنال المملكة المتحدة
ستوديو كنال المملكة المتحدة (بالإنجليزية: StudioCanal UK) والمعروفة سابقًا باسم الإصدار الأمثل (بالإنجليزية: Optimum Releasing)، هي قسم توزيع أفلام بريطاني والفرع البريطاني الرسمي لشركة إنتاج وتوزيع الأفلام والتلفزيون الفرنسية ستوديو كنال في المملكة المتحدة.  تنتج الشركة العديد من الأفلام، بما في ذلك الأفلام الأجنبية، والأنمي (معظمها من إنتاج استوديو غيبلي (حتى عام 2024))، والأفلام المستقلة، الفنية، والأفلام البريطانية، الأيرلندية، الأمريكية والهندية في المملكة المتحدة.

## تاريخ

### الإصدار الأمثل (1999–2011)
تأسست الشركة في أكتوبر 1998، وبدأت عملياتها تحت اسم الإصدار الأمثل في مايو 1999. كانت الشركة، في ذلك الوقت، موزعًا مسرحيًا حصريًا، وتتولى توزيع الإصدارات الجديدة وحقوق الكتالوجات الخلفية لشركات أخرى في المملكة المتحدة. كان أول إصدار مسرحي لشركة أوبتيتم هو نسخة مُعاد ترميمها من الرجل الثالث، مرخصة من لو ستوديو كنال بلس، وتم إصدارها في يوليو من ذلك العام، في نفس عطلة نهاية الأسبوع التي تم فيها إصدار حرب النجوم الجزء الأول: تهديد الشبح المتوقع في المملكة المتحدة. 
أطلقت الشركة قسم الترفيه المنزلي في عام 2004،  وأصدرت مواد تحت عدة لافتات:
- الترفيه المنزلي الأمثل (يستخدم لإصدارات دي في دي وبلو-راي السائدة)
- الكلاسيكية المثالية (يستخدم لإعادة إصدار أفلام الكتالوج القديمة)
- العالم الأمثل (يستخدم لإصدارات السينما العالمية)
- آسيا الأمثل (يستخدم للإصدارات الآسيوية والأنمي)
- الهند الأمثل (يستخدم لإصدارات البوليوود)

أصدرت شركة الأمثل أكثر من مائتي فيلم سنويًا وكانت واحدة من أبرز الموزعين في سوق الأفلام المستقلة والسينما العالمية في المملكة المتحدة منذ إغلاق شركة تارتان فيلمز في يونيو 2008. في مايو 2006، استحوذت شركة الإنتاج والتوزيع السينمائي الفرنسية ستوديو كنال، وهي شركة تابعة لكنال بلوس جروب التابعة لشركة فيفاندي، على شركة الإصدار الأمثل مقابل 22-25 مليون جنيه إسترليني، مما يمثل عودة شركة ستوديو كنال إلى السوق الدولية. منذ ذلك الحين، تقوم ستوديو كنال الآن بإصدار أفلام من كتالوجها القديم بما في ذلك الأفلام من مكتبات كارلوكو بيكشرز وإي إم آي فيلمز من خلال الإصدار الأمثل تحت شعار الكلاسيكية الأمثل.
تتضمن بعض العناوين الأخيرة التي تم إصدارها تحت اسم الإصدار الأمثل كل من قائمة القتل والحرس وإعادة إصدار الويسكي في كل مكان!. 

### ستوديو كنال المملكة المتحدة (2011–حتى الآن)
في سبتمبر 2011، تم تغيير العلامة التجارية لشركة الإصدار الأمثل إلى اسم ستوديو كنال. كانت أفلام سمكري خياط جندي جاسوس و تيرانوصور ولا تخف من الظلام و الإيقاظ ونحن من بين أول الأفلام التي تم إصدارها تحت الاسم الجديد. 
في ديسمبر 2022، رفعت الشركة دعوى قضائية ضد وايلد بانش انترناشيونال بشأن عقدها مع استوديو غيبلي البريطاني/الأيرلندي، مشيرة إلى أن صفقة وايلد بانش انترناشيونال مع نتفليكس بشأن كتالوج غيبلي انتهكت اتفاقية بشأن حقوق البث المستقلة حيث ادعت وايلد بانش أن منصات البث "غير المتصلة بالإنترنت" "غير موجودة". رفعت شركة دابليو دي آي دعوى قضائية مضادة ضد شركة ستوديو كنال المملكة المتحدة، حيث ذكرت أن صفقة التوزيع الخاصة بهم كانت تعوض نفقات التوزيع مقابل جميع أشكال التوزيع، وليس التوزيع المسرحي كما ادعت في الأصل. اعتبارًا من عام 2023 مع إصدار فيلم كيف تعيش، تولت مجموعة أفلام إليسيان رسميًا منصب موزع غيبلي في المملكة المتحدة وأيرلندا.
قامت شركة ستوديو كنال المملكة المتحدة بتوزيع فيلم العودة إلى الأسود (2024) الذي يروي سيرة حياة الممثلة إيمي واينهاوس، وهو من إخراج سام تايلور جونسون الذي أخرج في السابق فيلم خمسين ظل من غري (2015). تم إصدار الفيلم في 12 أبريل 2024. 

## وصلات خارجية
- الموقع الرسمي